# Імреков Олег Євгенович
Олег Євгенович Імреков (рос. Олег Евгеньевич Имреков нар. 10 липня 1962, Омськ СРСР — пом. 26 січня 2014 Москва, Росія) — радянський та російський футболіст і тренер, виступав на позиції півзахисника. Майстер спорту.

## Клубна кар'єра
Син гравця і тренера омського «Іртиша» Євгена Івановича Імрекова. Вихованець футбольної школи Омська. У 1981 році розпочав кар'єру гравця в клубі «Факел» (Тюмень), який виступав у другій союзній лізі. У 1983 році повернувся до рідного міста, де захищав кольори місцевого «Іртиша», з яким вийшов з 2=ї до 1-ї ліги чемпіонату СРСР. Влітку 1984 році був призваний на військову службу, яку проходив у складі московського ЦСКА, в складі якого дебютував у Вищій лізі (10 матчів, 1 гол), але через півроку повернувся до омського «Іртиша». У 1986—1987 роках виступав у «Роторі» (Волгоград), після цього перейшов до вищолігового одеського «Чорноморця». Влітку 1990 року повернувся до Москви, де став гравцем «Спартака». В складі москвичів зіграв 6 матчів у чемпіонаті СРСР. Влітку 1991 року виїхав за кордон і підписав контракт з вищоліговим австрійським клубом «Шталь» (Лінц). Сезон 1994/95 років провів у складі аматорського клубу «Гака» (Траун). Через три сезони повернувся до Росії, де в 1996 році відновив кар'єру в новоросійському «Чономорці». У 1997 році завершив кар'єру в аматорському підмосковному клубі «Динамо» (Шатура).

## Тренерська діяльність
По завершенні ігрової кар'єри працював тренером, з 2003 року — допомагав тренувати московський «Зеніт», згодом став головним тренером клубу.
26 січня помер у Москві від серцевого приступу. Похований на Перепечинському кладовищі в Москві.

## Особисте життя
Сини-близнюки (нар. 14.12.1985) Віктор та Аркадійи Аркадий — професіональні футболісти.

## Досягнення
- Вища ліга СРСР
  -  Срібний призер (1): 1991

- Кубок Федерації футболу СРСР
  -  Володар (1): 1990